# Provinciale weg 298
De provinciale weg 298 (N298) is een door de provincie Limburg beheerde verkeersweg in Nederland. De weg loopt van Valkenburg naar Hoensbroek en heeft een lengte van circa 11 kilometer.
De N298 begint in het centrum van Valkenburg als de Nieuweweg en heet dan achtereenvolgens: Emmaberg, Hulsbergerweg, Aalberkerweg, Provinciale Weg, Hunnecum, Valkenburgerweg, Stationstraat, Van Eijnattenweg, Daelderweg en Reijmersbekerweg, vervolgens is de weg onderbroken door de N300, daarna heet de weg Randweg en eindigt in Hoensbroek op het kruispunt met de N582 Hommerterweg. De over het kruispunt doorlopende weg, de Patersweg, is in beheer van de gemeente Heerlen waardoor de N298 niet in directe verbinding met de N581 staat.
De weg is een van de twee hoofdverbindingen tussen Brunssum en Maastricht, de andere (geadviseerde) route loopt vanaf Nuth via de autosnelwegen A76 en A2. De N298 vervolgen tot aan de A79 is korter, maar heeft als nadeel dat deze door de bebouwde kommen van Nuth, Aalbeek en Hulsberg loopt. Vooral in Nuth zorgt het vele verkeer voor overlast, doordat deze door het centrum van dit dorp loopt. Bij de (inmiddels opgeheven) gemeente Nuth bestond de wens om een rondweg aan te leggen, die het dorp aan de noordzijde moest passeren. Het zuidelijker gelegen knooppunt Kunderberg is voltooid in 2013 met een verbindingslus van Geleen naar Maastricht zodat er een deugdelijk alternatief is ontstaan. Inmiddels is deze verbinding tussen A76 en A79 ook aangelegd.
De huidige N298 is omstreeks 1993 gevormd uit een deel van de vroegere provinciale route tussen Meerssen en Hoensbroek. Vanuit Aalbeek verliep de route richting Schimmert verder via Groot Haasdal. De gemeenten hebben het beheer van de oude route overgenomen.
N62 · N69 · N251 · N252 · N253 · N254 · N255 · N256/A256 · N257 · N258 · N260 · N261 · N262 · N263 · N264 · N266 · N267 · N268 · N269 · N270/A270 · N271 · N272 · N273 · N274 · N275 · N276 · N277 · N278 · N279 · N280 · N281 · N282 · N283 · N284 · N285 · N286 · N287 · N288 · N289 · N290 · N291 · N292 · N293 · N294 · N295 · N296 · N296n · N297 · N298 · N300 · N321 · N322 · N324 · N329 · N389 · N394 · N395 · N396 · N397

N556 · N562 · N564 · N570 · N572 · N590 · N595 · N598 · N601 · N602 · N605 · N607 · N612 · N613 · N615 · N616 · N617 · N618 · N620 · N622 · N625 · N629 · N631 · N632 · N637 · N638 · N639 · N640 · N641 · N651 · N652 · N653 · N654 · N655 · N656 · N658 · N659 · N660 · N661 · N662 · N663 · N664 · N665 · N666 · N667 · N668 · N669 · N670 · N671 · N673 · N674 · N675 · N676 · N682 · N683 · N686 · N689 · N690 · N831 · N843

Voormalige provinciale wegen: N299 · N551 · N552 · N553 · N554 · N555 · N560 · N561 · N563 · N565 · N566 · N567 · N568 · N571 · N574 · N580 · N581 · N582 · N583 · N584 · N585 · N586 · N587 · N588 · N589 · N591 · N592 · N593 · N594 · N596 · N597 · N603 · N604 · N606 · N608 · N610 · N611 · N614 · N619 · N621 · N623 · N624 · N626 · N628 · N630 · N634 · N642 · N657